# Perímetro Irrigado Federal Engenheiro Arcoverde

Localização do município de Condado no estado da Paraíba

O Perímetro Irrigado Federal Engenheiro Arcoverde, ou Perímetro Irrigado Engenheiro Arcoverde é um projeto de irrigação de cunho federal localizado no município de Condado, estado da Paraíba.
Sua implantação foi iniciada em 1971 e concluída em 1973, os serviços de administração, operação e manutenção da infra-estrutura de uso comum foram iniciados no ano de 1972.
Uma das principais causas de sua implantação foi tentar conter a emigração local e diminuir os níveis de pobreza, aproveitando ao máximo as potencialidades hídricas existentes.

## Implementação
No início da década de 1970, em meio à euforia desenvolvimentista, o DNOCS (Departamento Nacional de Obras contra Secas) implementou alguns planos para tentar criar uma política de irrigação mais ativa no Nordeste, tais como o PROTERRA, o PIN, o Projeto Sertanejo e o POLONORDESTE entre  muitos outros. Surgiu então, nesse período, a primeira política voltada para a irrigação, o Grupo Executivo de Irrigação e Desenvolvimento Agrário - GEIDA, que elaborou o Programa Plurianual de Irrigação - PPI, que foi base para a criação dos perímetros irrigados.
Dois perímetros foram criados nesse período na Paraíba, o Perímetro Irrigado Federal Engenheiro Arcoverde e o Perímetro Irrigado Estadual Várzea do Arroz, em Santa Helena.

## Localização
O Perímetro Irrigado Engenheiro Arcoverde está localizado na zona rural da cidade de Condado, Estado da Paraíba, distando 377 km de João Pessoa. O seu acesso é feito pela Rodovia Federal BR–230.
A área desapropriada e registrada em cartório compreende um total de 920,74 ha, que se subdivide em: área de sequeiro 642,09 hectares (70% da área) e a área irrigável 278,65 hectares (que compreende os 30% restantes).

## Geografia

### Clima
Tomando-se por bases as áreas vizinhas, chega-se ao consenso que a temperatura média na região do perímetro situa-se no entre 24ºC a 27ºC. Com os meses mais quentes os do período de outubro a dezembro, e os menos quentes de maio a agosto.
A umidade relativa do ar média nas estações métricas de São Gonçalo e de Patos (As mais próximas), variam entre 64% (São Gonçalo) e de 49% (Patos).
Por sua vez, a insolação na região do município de Condado varia nos valores médios mensais: entre  os meses de fevereiro e julho, ocorre uma insolação que varia entre 7 e 8 horas/dia; entre os meses de agosto e janeiro, a insolação fica entre 8 e 9 horas/dia.
A evaporação, assim como em toda área do Sertão nordestino, é maior que a precipitação, sendo essa estimada coletada a partir de dados do tanque classe “A”, operado pela SUDENE no posto, situa-se em torno de 2.290 mm e a precipitação (Considerando os dados médios das cidades de Condado e Malta), a pluviometria média anual no perímetro situa-se em torno de 785 mm.

### Solo e Relevo

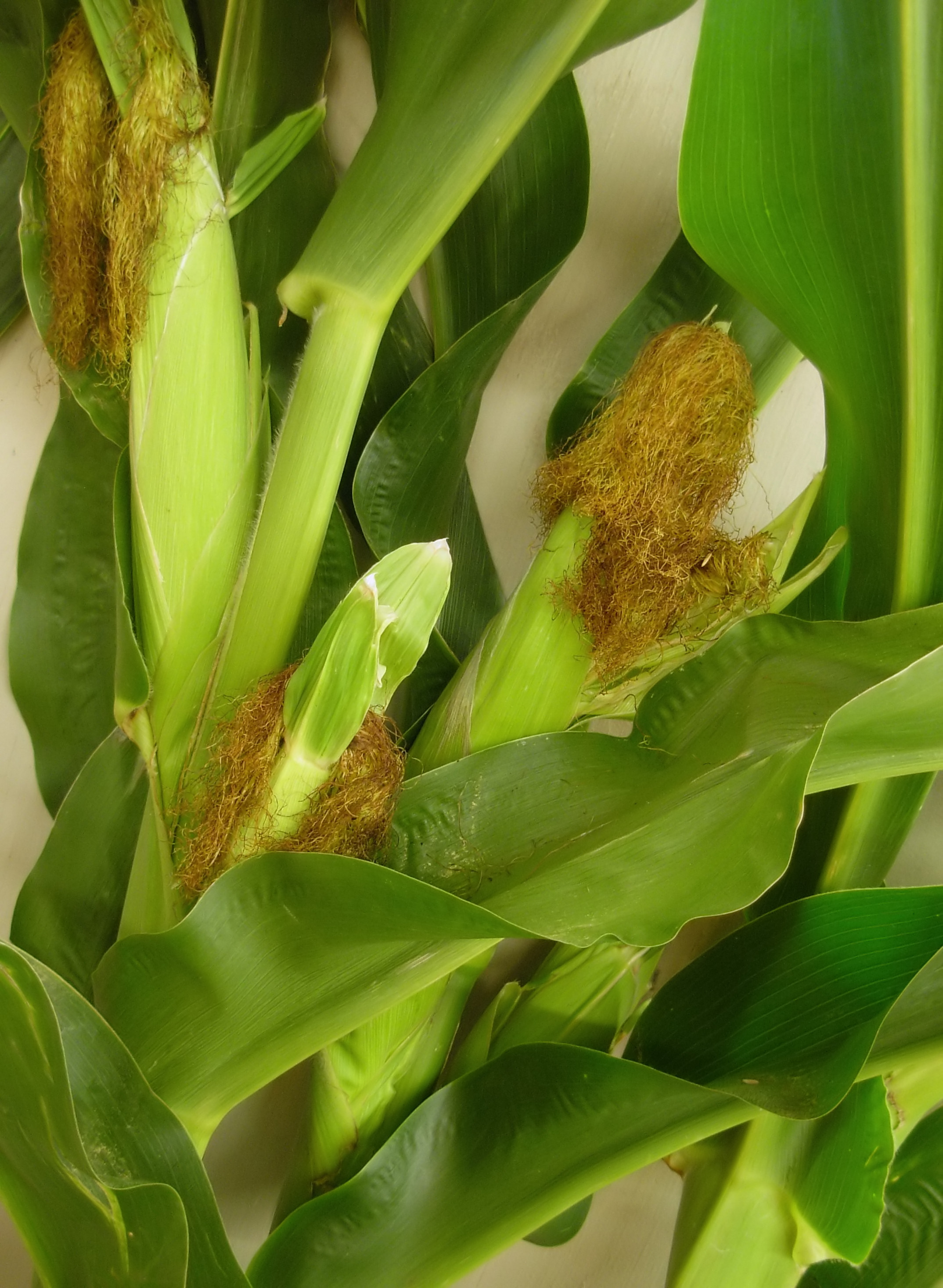
Milho verde, uma das principais produções locais

Os solos do local são de classe I, II, e III, predominando os aluviões de textura média, originados de sedimentos fluviais e o relevo varia de suave ondulado a ondulado.

### Fonte hídrica

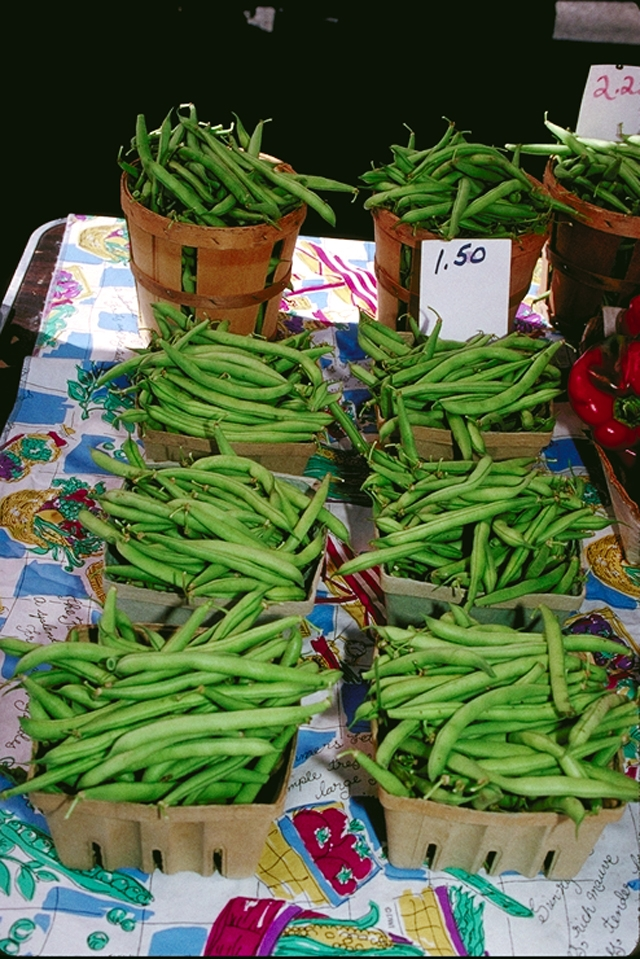
Feijão, junto com o milho uma das principais produções do local.

O suprimento hídrico do Perímetro Irrigado é feito através do Açude público Engenheiro Arcoverde com capacidade de armazenamento de 35 milhões de metros cúbicos, além de 53 poços artesianos tipo amazonas.

## Produção
O Perímetro Irrigado Engenheiro Arcoverde produz atualmente: melão, melancia, tomate, pimentão, milho/espiga verde e feijão.

## Infra-estrutura
A principal estrutura de irrigação é o Canal Adutor Engenheiro Arcoverde, que se subdivide em:
- Canal Adutor Margem Direita :
  - Canal P1 – Leste : 5.750 m de extensão.
  - Canal P2 – Furnas : 3.600 m de extensão.
- Canal Adutor Margem Esquerda :
  - Canal P3- Oeste : 5.950 m de extensão.

Além destes, existe no local um rede de drenos, para escoar a água:
- Rede de Drenagem
  - Drenos Principais : 11.280 m de extensão.
  - Drenos Secundários : 26.380 m de extensão[1]

### Rede Viária
A infraestrutura de transportes no local está subdividida em dois tipos:
- Estradas principais com 15.000 m de extensão e estradas secundárias 3.000 m de extensão.[1]